# Poissonsche Summenformel
Die poissonsche Summenformel ist ein Hilfsmittel der Fourier-Analysis und Signalverarbeitung. Sie dient unter anderem zur Analyse der Eigenschaften von Abtastmethoden.

## Aussage
Sei {\displaystyle f\in {\mathcal {S}}(\mathbb {R} )} eine Schwartz-Funktion und sei
{\displaystyle {\hat {f}}(\omega )={\mathcal {F}}(f)(\omega )=\int _{-\infty }^{\infty }f(t)\,e^{-2\pi i\omega \cdot t}\,dt}
die kontinuierliche Fourier-Transformation von {\displaystyle f} in {\displaystyle {\mathcal {S}}}.
Dann besagt die poissonsche Summenformel
{\displaystyle \sum _{n\in \mathbb {Z} }f(n)=\sum _{k\in \mathbb {Z} }{\hat {f}}(k).}
Diese Identität gilt auch für bestimmte allgemeinere Klassen von Funktionen. Geeignete Voraussetzungen sind beispielsweise, dass die Funktion {\displaystyle f} zweifach stetig differenzierbar und der Ausdruck {\displaystyle (1+t^{2})\,(|f(t)|+|f''(t)|)} beschränkt ist. 
Unter Ausnutzung der elementaren Eigenschaften der Fourier-Transformation ergibt sich daraus die allgemeinere Formel mit zusätzlichen Parametern {\displaystyle t,\nu \in \mathbb {R} }
{\displaystyle {\begin{aligned}\sum _{n\in \mathbb {Z} }f(t+nT)e^{-2\pi i\nu nT}&=\sum _{k\in \mathbb {Z} }{\mathcal {F}}(f(t+kT)e^{-2\pi i\nu kT})(k)\\&={\frac {1}{T}}\sum _{k\in \mathbb {Z} }{\mathcal {F}}(f(t+k)e^{-2\pi i\nu k})\left({\frac {k}{T}}\right)\\&={\frac {1}{T}}\sum _{k\in \mathbb {Z} }{\mathcal {F}}(f(t+k))\left({\frac {k}{T}}+\nu \right)\\&={\frac {1}{T}}\sum _{k\in \mathbb {Z} }e^{2\pi i(k/T+\nu )t}{\mathcal {F}}(f)\left({\frac {k}{T}}+\nu \right).\end{aligned}}}
Setzt man in der allgemeineren Form {\displaystyle t=0},
{\displaystyle \sum _{n\in \mathbb {Z} }f(nT)e^{-2\pi i\nu nT}={\frac {1}{T}}\sum _{k\in \mathbb {Z} }{\mathcal {F}}(f)\left({\frac {k}{T}}+\nu \right),}
so kann die poissonsche Summenformel auch als Identität einer Fourier-Reihe mit Funktionswerten von {\displaystyle f} als Koeffizienten auf der linken Seite und einer Periodisierung der Fourier-Transformierten von {\displaystyle f} auf der rechten Seite gelesen werden. Diese Identität gilt mit Ausnahme einer Menge vom Maß Null, wenn {\displaystyle f} eine bandbeschränkte Funktion ist, das heißt die Fourier-Transformierte eine messbare Funktion in {\displaystyle L^{2}(\mathbb {R} )} mit kompaktem Träger ist.

## Formulierung mittels Dirac-Kamm
Der Dirac-Kamm zur Intervalllänge {\displaystyle T\in \mathbb {R} } ist die Distribution
{\displaystyle {\text{Ш}}_{T}=\sum _{n\in \mathbb {Z} }\delta _{nT}.}
Die Fourier-Transformierte {\displaystyle {\mathcal {F}}A\in {\mathcal {S}}'(\mathbb {R} )} einer temperierten Distribution {\displaystyle A\in {\mathcal {S}}'(\mathbb {R} )} ist definiert durch
{\displaystyle \langle {\mathcal {F}}A,\,\phi \rangle =\langle A,\,{\mathcal {F}}\phi \rangle \quad (\phi \in {\mathcal {S}}(\mathbb {R} )),}
in Analogie zur Plancherel-Identität.
Da die Fouriertransformation ein stetiger Operator auf dem Schwartzraum ist, definiert dieser Ausdruck tatsächlich eine temperierte Distribution.
Der Dirac-Kamm ist eine temperierte Distribution, und die poissonsche Summenformel besagt nun, dass
{\displaystyle {\mathcal {F}}{\text{Ш}}_{T}={\frac {1}{T}}{\text{Ш}}_{1/T}}
ist. Dies lässt sich auch in der Form
{\displaystyle {\text{Ш}}_{T}={\frac {1}{T}}\sum _{k\in \mathbb {Z} }e^{i(2\pi k/T)t}}
schreiben. Dabei sind die Exponentialfunktionen als temperierte Distributionen aufzufassen, und die Reihe konvergiert im Sinne von Distributionen, also im Schwach-*-Sinne, gegen den Dirac-Kamm. Man beachte aber, dass sie im gewöhnlichen Sinne nirgendwo konvergiert.

## Zum Beweis
Sei f genügend glatt und im Unendlichen genügend schnell fallend, sodass die Periodisierung
{\displaystyle g(t):=\sum _{n\in \mathbb {Z} }f(t+n)}
stetig, beschränkt, differenzierbar und periodisch mit Periode 1 ist. Diese kann also in eine punktweise konvergente Fourier-Reihe entwickelt werden,
{\displaystyle g(t)=\sum _{k\in \mathbb {Z} }c_{k}\cdot e^{2\pi ikt}.}
Deren Fourier-Koeffizienten bestimmen sich nach der Formel
{\displaystyle c_{k}=\int _{0}^{1}g(t)\cdot e^{-2\pi ikt}\,dt=\int _{0}^{1}\sum _{n\in \mathbb {Z} }f(t+n)\cdot e^{-2\pi ik(t+n)}\,dt.}
Ebenfalls aus dem schnellen Abfall im Unendlichen folgt, dass die Summe mit dem Integral
vertauscht werden kann. Daher gilt mit s=t+n weiter
{\displaystyle c_{k}=\sum _{n\in \mathbb {Z} }\int _{n}^{n+1}f(s)\cdot e^{-2\pi iks}\,ds=\int _{-\infty }^{\infty }f(s)\cdot e^{-2\pi iks}\,ds={\mathcal {F}}f(k).}
Zusammenfassend gilt
{\displaystyle \sum _{n\in \mathbb {Z} }f(t+n)=\sum _{k\in \mathbb {Z} }{\mathcal {F}}f(k)e^{2\pi ikt},}
woraus sich bei {\displaystyle t=0} die Behauptung ergibt.

## Anwendung auf bandbeschränkte Funktionen
Sei x bandbeschränkt mit höchster Frequenz W, das heißt {\displaystyle \operatorname {supp} {\hat {x}}\subset [-W,W]}. Ist dann {\displaystyle |WT|\leq \pi ,} so tritt in der rechten Seite der Summenformel nur ein Summand auf, mit den Ersetzungen {\displaystyle \omega :=-2\pi \nu \in [-W,W]}, t=0 und Multiplikation eines Faktors erhält man
{\displaystyle {\sqrt {2\pi }}{\hat {x}}(\omega )e^{i\omega t}=T\sum _{n\in \mathbb {Z} }x(nT)e^{i\omega (t-nT)}.}
Nach Multiplikation mit der Indikatorfunktion des Intervalls [-W,W] und nachfolgend der inversen Fourier-Transformation ergibt sich
{\displaystyle x(t)={\frac {1}{\sqrt {2\pi }}}\int _{-W}^{W}{\hat {x}}(\omega )e^{i\omega t}\,d\omega =T\sum _{n\in \mathbb {Z} }x(nT){\frac {\sin(W(t-nT))}{\pi (t-nT)}}.}
Im Grenzfall {\displaystyle WT=\pi } ist dies die Rekonstruktionsformel des Nyquist-Shannon-Abtasttheorems
{\displaystyle x(t)=\sum _{n\in \mathbb {Z} }x(nT)\operatorname {sinc} (t/T-n),}
wobei {\displaystyle \operatorname {sinc} } die Sinc-Funktion mit
{\displaystyle \operatorname {sinc} (t):={\tfrac {\sin(\pi t)}{\pi t}}}
ist.

## Anwendungen in der Zahlentheorie
Mit Hilfe der Poissonschen Summenformel kann man zeigen, dass die Theta-Funktion
{\displaystyle \theta (t)=\sum _{n\in \mathbb {Z} }e^{-n^{2}\pi t}}
der Transformationsformel
{\displaystyle \theta (t)={\frac {1}{\sqrt {t}}}\theta \left({\frac {1}{t}}\right)}
genügt. Diese Transformationsformel wurde von Bernhard Riemann beim Beweis der Funktionalgleichung der Riemannschen Zeta-Funktion verwendet.